# Kostråd
Kostråd er anbefalinger og retningslinjer for ernæring, almindeligvis udsendt for at få folk til at spise sundere. Som del af denne indsats har man fremstillet diverse modeller, hvor kostpyramiden gennem mange år var den centrale. I dag benyttes tallerkenmodellen.

## Kostpyramiden
Kostpyramiden er en trekant, hvor basisfødevarerne udgør det nederste, brede lag, mens de øvre lag er fødevarer, som kun skal indtages i mindre mængder.

## Tallerkenmodellen
I tallerkenmodellen ser man på middagstallerkenen, som deles i tre dele:
- Kød, fjerkræ, æg, fisk, ost og smør skal udgøre 1/5 af tallerkenen
- Brød, kartofler, ris eller pasta skal udgøre 2/5 af tallerkenen
- Grøntsager og frugt skal udgøre 2/5 af tallerkenen